# Las cenizas de Crowley
Las cenizas de Crowley es una película uruguaya de 1990. Dirigida por Ricardo Islas, es un film de terror del subgénero vampírico, secuela de Crowley (1986, mismo director).